# 魏丁
魏丁是德国巴伐利亚州的一个市镇。总面积28.17平方公里，总人口2565人，其中男性1282人，女性1283人（2011年12月31日），人口密度91人/平方公里。